# Liste des aéroports au Bhoutan
Cette liste recense les aéroports au Bhoutan, classés par lieu.

## Aéroports
| Ville      | OACI | AITA | Aéroport                       | Coordonnées                  | Piste                         | Altitude | Année de construction | Statut         |
| ---------- | ---- | ---- | ------------------------------ | ---------------------------- | ----------------------------- | -------- | --------------------- | -------------- |
| Paro       | VQPR | PBH  | Aéroport international de Paro | 27° 24′ 11″ N, 89° 25′ 28″ E | 15/33: 1 964 × 29 m, Asphalte | 2235 m   | 1968                  | Opérationnel   |
| Trashigang | VQTY | YON  | Aéroport de Yongphulla         | 27° 15′ 22″ N, 91° 30′ 53″ E | 12/30: 1 266 × 37 m, Asphalte | 2743 m   | 2010                  | Vols suspendus |
| Jakar      | VQBT | BUT  | Aéroport de Bathpalathang      | 27° 33′ 50″ N, 90° 44′ 50″ E | 14/33: 1200 m, Asphalte       | 2473 m   | 2011                  | Vols suspendus |
| Gelephu    | VQGP | GLU  | Aéroport de Gelephu            | 26° 53′ 04″ N, 90° 27′ 50″ E | 11/29: 1500 m, Asphalte       | 290 m    | 2008                  | Vols suspendus |

L'aéroport de Bagdogra (26° 40′ 52″ N, 88° 19′ 43″ E), situé en Inde, est également une porte d'entrée vers le Bhoutan.

## Localisations
| \| 30 km1:4 873 000 \| Thimphu Bathpalathang Yongphulla Gelephu |
| 30 km1:4 873 000                                                |